# Nkosinathi Sibisi
Nkosinathi Sibisi (Durban, 22 settembre 1995) è un calciatore sudafricano, difensore dell'Orlando Pirates e della nazionale sudafricana.

## Carriera

### Club
Ha giocato nella prima divisione sudafricana.

### Nazionale
Ha esordito con la nazionale sudafricana il 10 giugno 2021, nell'amichevole vinta per 3-2 contro l'Uganda.

## Statistiche

### Cronologia presenze e reti in nazionale
| Cronologia completa delle presenze e delle reti in nazionale ― Sudafrica | Cronologia completa delle presenze e delle reti in nazionale ― Sudafrica | Cronologia completa delle presenze e delle reti in nazionale ― Sudafrica | Cronologia completa delle presenze e delle reti in nazionale ― Sudafrica | Cronologia completa delle presenze e delle reti in nazionale ― Sudafrica | Cronologia completa delle presenze e delle reti in nazionale ― Sudafrica | Cronologia completa delle presenze e delle reti in nazionale ― Sudafrica | Cronologia completa delle presenze e delle reti in nazionale ― Sudafrica |
| Data                                                                     | Città                                                                    | In casa                                                                  | Risultato                                                                | Ospiti                                                                   | Competizione                                                             | Reti                                                                     | Note                                                                     |
| ------------------------------------------------------------------------ | ------------------------------------------------------------------------ | ------------------------------------------------------------------------ | ------------------------------------------------------------------------ | ------------------------------------------------------------------------ | ------------------------------------------------------------------------ | ------------------------------------------------------------------------ | ------------------------------------------------------------------------ |
| 10-6-2021                                                                | Soweto                                                                   | Sudafrica                                                                | 3 – 2                                                                    | Uganda                                                                   | Amichevole                                                               | -                                                                        | 45’                                                                      |
| 25-3-2022                                                                | Courtrai                                                                 | Sudafrica                                                                | 0 – 0                                                                    | Guinea                                                                   | Amichevole                                                               | -                                                                        | 45’                                                                      |
| 29-3-2022                                                                | Villeneuve-d'Ascq                                                        | Francia                                                                  | 5 – 0                                                                    | Sudafrica                                                                | Amichevole                                                               | -                                                                        |                                                                          |
| 24-9-2022                                                                | Durban                                                                   | Sudafrica                                                                | 4 – 0                                                                    | Sierra Leone                                                             | Amichevole                                                               | -                                                                        | 21’                                                                      |
| 9-9-2023                                                                 | Soweto                                                                   | Sudafrica                                                                | 0 – 0                                                                    | Namibia                                                                  | Amichevole                                                               | -                                                                        |                                                                          |
| 13-10-2023                                                               | Durban                                                                   | Sudafrica                                                                | 0 – 0                                                                    | eSwatini                                                                 | Amichevole                                                               | -                                                                        |                                                                          |
| 18-11-2023                                                               | Durban                                                                   | Sudafrica                                                                | 2 – 1                                                                    | Benin                                                                    | Qual. Mondiali 2026                                                      | -                                                                        | 61’                                                                      |
| 21-11-2023                                                               | Butare                                                                   | Ruanda                                                                   | 2 – 0                                                                    | Sudafrica                                                                | Qual. Mondiali 2026                                                      | -                                                                        |                                                                          |
| 10-1-2024                                                                | Pretoria                                                                 | Sudafrica                                                                | 1 – 0                                                                    | Lesotho                                                                  | Amichevole                                                               | -                                                                        | 33’                                                                      |
| 7-2-2024                                                                 | Bouaké                                                                   | Nigeria                                                                  | 1 – 1 dts (4 – 2 dtr)                                                    | Sudafrica                                                                | Coppa d'Africa 2023 - Semifinale                                         | -                                                                        | 117’                                                                     |
| 10-2-2024                                                                | Abidjan                                                                  | Sudafrica                                                                | 0 – 0 (6 – 5 dtr)                                                        | RD del Congo                                                             | Coppa d'Africa 2023 - Finale 3º posto                                    | -                                                                        |                                                                          |
| 21-3-2024                                                                | Annaba                                                                   | Andorra                                                                  | 1 – 1                                                                    | Sudafrica                                                                | Amichevole                                                               | -                                                                        | 88’                                                                      |
| 15-10-2024                                                               | Brazzaville                                                              | Rep. del Congo                                                           | 1 – 1                                                                    | Sudafrica                                                                | Qual. Coppa d'Africa 2025                                                | -                                                                        | 88’                                                                      |
| 19-11-2024                                                               | Città del Capo                                                           | Sudafrica                                                                | 3 – 0                                                                    | Sudan del Sud                                                            | Qual. Coppa d'Africa 2025                                                | -                                                                        | 74’                                                                      |
| 21-3-2025                                                                | Polokwane                                                                | Sudafrica                                                                | 2 – 0                                                                    | Lesotho                                                                  | Qual. Mondiali 2026                                                      | -                                                                        |                                                                          |
| 25-3-2025                                                                | Abidjan                                                                  | Benin                                                                    | 0 – 2                                                                    | Sudafrica                                                                | Qual. Mondiali 2026                                                      | -                                                                        |                                                                          |
| Totale                                                                   |                                                                          | Presenze                                                                 | 16                                                                       |                                                                          | Reti                                                                     | 0                                                                        |                                                                          |

## Palmarès

### Club

#### Competizioni nazionali
- Coppa del Sudafrica: 1

Orlando Pirates: 2023-2024
- MTN 8: 2

Orlando Pirates: 2022, 2023